# ملکه برای یک روز (فیلم)
ملکه برای یک روز (انگلیسی: Queen for a Day) یک فیلم به کارگردانی آرتور لوبین است که در سال ۱۹۵۱ منتشر شد. از بازیگران آن می‌توان به جک بیلی اشاره کرد.

## بازیگران

### Broadcast Studio
- جک بیلی در نقش Jack Bailey
- Jim Morgan در نقش Jim Morgan
- Fort Pearson در نقش Ford Pearson
- Melanie York در نقش First Contestant
- Cynthia Corley در نقش Second Contestant
- Kay Wiley در نقش Third Contestant
- Helen Mowery در نقش Jan
- Dian Fauntelle در نقش Helena

### "The Gossamer World"
- فیلیس آوری در نقش Marjorie
- درن مک‌گون در نقش Dan
- Rudy Lee در نقش Pete
- Frances E. Williams در نقش Anna
- Joan Winfield در نقش Laura
- Lonnie Burr در نقش Charles
- Tris Coffin در نقش Doctor
- Jiggs Wood در نقش Mr. Beck
- Casey Folks در نقش Jim
- George Sherwood در نقش Mr. Garmes

### "High Diver"
- آدام ویلیامز در نقش Chuck
- Kasia Orzazewski در نقش Mrs. Nalawak
- Ben Astar در نقش Mr. Nalawak
- Tracey Roberts در نقش Peggy
- Larry Johns در نقش Deacon McAllister
- Bernard Szold در نقش Daredevil Rinaldi
- Joan Sudlow در نقش Mrs. McAllister
- Grace Lenard در نقش Mrs. Rinaldi
- لئونارد نیموی در نقش Chief
- Danny Davenport در نقش Satchelbutt
- مج بلیک در نقش Mrs. Kimpel

### "Horsie"
- Edith Meiser در نقش Miss Wilmarth
- Dan Tobin در نقش Owen Cruger
- Jessie Cavitt در نقش Camilla Cruger
- Douglas Evans در نقش Freddy Forster
- Don Shelton در نقش Jack Minot
- لوئیس کوری در نقش Secretary
- Sheila Watson در نقش Mary
- Minna Phillips در نقش The Cook
- Byron Keith در نقش The Chauffeur